# Bataille de Jéricho
Pour les articles homonymes, voir Jéricho (homonymie).

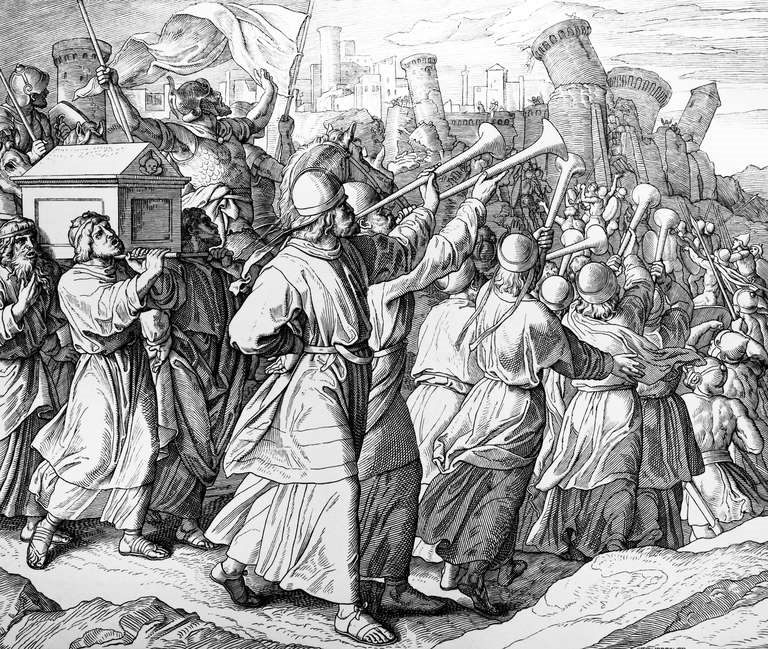
Les Israélites devant les murailles de Jéricho par Julius Schnorr von Carolsfeld.

La bataille de Jéricho est un événement lié à la conquête du pays de Canaan, relaté dans le livre de Josué, où le peuple d'Israël fait sonner ses trompettes sous l'enceinte de Jéricho dont l'accès leur était interdit. Ce son fit tomber les murs de la ville.

## La bataille

### Récit biblique
Josué envoie des espions s'informer sur Jéricho. 

« YHWH dit à Josué : Vois, je livre entre tes mains Jéricho et son roi, ses vaillants soldats. Faites le tour de la ville, vous tous les hommes de guerre, faites une fois le tour de la ville. Tu feras ainsi pendant six jours. Sept sacrificateurs porteront devant l’arche sept trompettes retentissantes ; le septième jour, vous ferez sept fois le tour de la ville ; et les sacrificateurs sonneront des trompettes. Quand ils sonneront de la corne retentissante, quand vous entendrez le son de la trompette, tout le peuple poussera de grands cris. Alors la muraille de la ville s’écroulera, et le peuple montera, chacun devant soi. " »

— Josué 6,2-5
Suivant le récit, les murs de la ville s'effondrèrent le septième jour, et Jéricho fut rasée, sa population massacrée et le lieu maudit.

### Historicité
Suivant la datation traditionnelle à l'Époque ramesside, la bataille a pu avoir lieu entre 1315 ou 1210 av. J.-C.
Cependant, de nombreux archéologues s'accordent sur l'impossibilité de cette datation des faits rapportés par ces textes (composition postexilique voire hellénistique). Selon Israel Finkelstein et Jean-Louis Ska, les fouilles archéologiques montrent que le site de Jéricho n'était pas habité au XIIIe siècle av. J.-C.,. Les historiens remarquent que, dans le récit de Josué, la ville est prise grâce à une cérémonie religieuse plus que par une stratégie militaire : la procession de l'arche autour des murs de la ville et l'usage de trompettes. Ce type de récit se rapproche plus d'une saga légendaire que d'une mémoire d'évènements historiques. Le récit peut se comprendre comme un conte étiologique pour expliquer la présence d'une cité en ruine. La ville était abandonnée depuis l'âge du bronze récent et ne sera réoccupée que beaucoup plus tard. Il s'agit donc d'expliquer pourquoi une telle ville est en ruine depuis si longtemps. On explique la situation actuelle par l'action de héros du passé : la ville a été conquise à l'époque de Josué et elle a été frappée d'anathème ( 26,6) ce qui explique pourquoi elle est restée à l'état de ruine. Le récit suivant de la conquête de Aï, dont le nom signifie « ruine » en hébreu, appartient au même genre littéraire. Une autre explication sur la conquête rituelle de Jéricho et  l'anathème lancé contre elle est d'y voir les vestiges d'un rituel prononcé contre une oasis dont l'eau aurait été impropre à la consommation et aurait pu être responsable de maladie.
Plus récemment, Lorenzo Nigro, de l'expédition italo-palestinienne à Tell es-Sultan, a soutenu l'existence d'une certaine occupation du site aux XIVe et XIIIe siècles av. J.-C. Il affirme que l'expédition a détecté des couches du Bronze final II dans plusieurs parties du tell, bien que ses couches supérieures aient été fortement entaillées par des opérations de nivellement à l'âge du Fer, ce qui explique la rareté des matériaux du XIIIe siècle av. J.-C. Nigro affirme que l’idée selon laquelle le récit biblique devrait avoir une correspondance archéologique littérale est erronée et que « toute tentative d'identifier sérieusement un élément du terrain avec des personnages bibliques et leurs actes » est hasardeuse.
Suivant la thèse minoritaire de la datation dite haute qui situerait l'exode à l'époque de l'Éruption minoenne, Bruins et Vander Plicht suggèrent en 1996 que les écarts en datations absolues au carbone 14 entre l'éruption et la destruction de Jéricho à la fin du bronze moyen pourraient supporter la période de 40 années dans le désert tel que rapportée par le récit biblique.

## Représentations de la bataille
La bataille de Jéricho a fait l'objet de nombreuses représentations.

## Les trompettes de Jéricho
L'expression « les trompettes de Jéricho » est parfois utilisée pour désigner un bruit très fort, faisant trembler les murs.
Les trompettes de Jéricho font également référence à : 
- Un poème de Victor Hugo, Sonnez, sonnez toujours, clairons de la pensée (Les Châtiments, 1852);
- une série de livres de Françoise Bettencourt Meyers ;
- un épisode de la série Au cœur du temps ;
- un volume de la série littéraire S.A.S ;
- New York-Miami, film de Frank Capra ;
- Une chanson de Bruce Dickinson ;
- Une chanson des Virgin Prunes.
- Une chanson de Bobby McFerrin.
- Un dub de The Viceroys & I Fi (extended version)
- La sirène équipant le bombardier Junkers Ju 87 durant la Seconde Guerre Mondiale
- Une chanson de Michel Sardou, Je vais t'aimer, 1976